# Ectophylla alba
Хондурашки бели шишмиш Ectophylla alba је врста слепог миша из породице Phyllostomidae.

## Распрострањење
Ареал врсте је ограничен на мањи број држава. Врста има станиште у Панами, Хондурасу, Костарици и Никарагви.

## Станиште
Станиште врсте су шуме од нивоа мора до 700 метара надморске висине.

## Угроженост
Ова врста је на нижем степену опасности од изумирања, и сматра се скоро угроженим таксоном.